# Trafic.ro
trafic.ro este un site web românesc dedicat monitorizării traficului altor site-uri, aparținand companiei Netbridge Services.
El a luat naștere în anul 2000, doi ani mai târziu suferind o îmbunătățire semnificativă prin portarea pe baza de date Oracle 9i.
Începând cu data de 23 ianuarie 2009, toate informațiile oferite de trafic.ro sunt accesibile contra sumei de 19 Euro anual per site, oricine putându-și înregistra propriul sit web în vederea monitorizării. În prezent, el este organizat în mai multe categorii și oferă un clasament al celor mai vizitate site-uri, precum și diverse informații conexe despre fiecare dintre ele. trafic.ro a fost dezvoltat și pe piețe din afara României sub numele "traceics", respectiv "hitrang".
trafic.ro este unul dintre promotorii dezvoltarii Internetului românesc, fiind singurul serviciu de acest gen made in România, care a reușit să se impună ca un barometru oficial al pieței de monitorizare Web. 
Nici trafic.ro nu este ocolit de controverse, cauzate de faptul că atât trafic.ro cât și cea mai mare rețea de publicitate din România - boom.ro - sunt deținute de același grup de companii care deține și multe situri aflate pe locuri fruntașe în clasamentul trafic.ro. (e.g., Sentimente.ro, Referat.ro, MyJob.ro, Okazii.ro, SfatulMedicului.ro, etc).
O altă controversă este generată de raportarea corectă a numărului de vizitatori pe care îi raportează pentru fiecare sit în parte.
Un sit care își contorizează vizitatorii prin mai multe servicii (metode) va observa diferențe nesemnificative în cifrele raportate de fiecare serviciu, acest lucru fiind normal. Diferențele de vizitatori raportate de diversele servicii de contorizare sunt generate de cauze variind de la ordinea de încărcare a scripturilor de contorizare până la accepțiunea diverșilor termeni (vizitatorii unici pe săptămână pot fi în accepțiunea unui serviciu egală cu suma vizitatorilor pe fiecare zi, iar la alt serviciu suma vizitatorilor unici pe săptămână să fie egală cu suma vizitatorilor unici în mod absolut (ie: dacă vizitez un sit luni, marți și miercuri, acel sit poate avea un vizitator unic în acea săptămână, sau trei (făcându-se suma pe cele șapte zile)).
trafic.ro a lansat și o versiune plătită T3.ro care oferea statistici avansate și private, versiune care nu a avut un succes comercial pe măsura așteptărilor proiectul fiind abandonat in 2005.